# Elswick Ordnance Company
Elswick Ordnance Company, resa spesso con l'acronimo EOC e meno nota come Elswick Works, è stata un'industria britannica sussidiaria dell'Armstrong Whitworth, che ha operato nel campo degli armamenti tra la seconda metà dell'ottocento e la prima metà del novecento.

## Descrizione
La Elswick Works venne fondata nel 1847 a Elswick, un ward del distretto di Newcastle upon Tyne dall'ingegnere William George Armstrong, per la realizzazione di macchine idrauliche, gru e ponti, produzione che sarà presto seguita da armamenti da artiglieria, in particolare l'Armstrong breech-loading gun con il quale venne riequipaggiato l'esercito inglese dopo la guerra di Crimea.
La "Elswick Ordnance Company" venne costituita nel 1859 per separare l'attività relativa agli armamenti dalle altre attività di Armstrong, dovuto al conflitto di interessi essendo all'epoca Armstrong ingegnere del War Office il dipartimento del Governo britannico responsabile dell'amministrazione del British Army e la Elswick Ordnance Works il maggior fornitore del British Army. Nel 1864, avendo Armstrong lasciato il War office, la "EOC" venne riunita alla casa madre diventando il settore degli armamenti della W.G. Armstrong & Company e più tardi della Armstrong Whitworth.
Nel 1882 la W.G. Armstrong & Company si fuse con il cantiere navale di Charles Mitchell per fondare la Sir WG Armstrong Mitchell & Company e che al quel tempo occupava con le sue strutture per oltre un miglio lungo la riva del fiume Tyne.. Nel 1897 si ebbe una nuova fusione con l'arrivo dell'ingegnere Joseph Whitworth diventando Armstrong Whitworth. L'azienda si espanse nel settore automobilistico nel 1902 e creò un "dipartimento aereo" nel 1913, che divenne la controllata Armstrong Whitworth Aircraft nel 1920.
Elswick Works è stata l'industria di armamentio maggiormente attiva sia precedentemente sia nel corso della prima guerra mondiale. In particolare le artiglierie e le munizioni destinate al governo britannico erano marchiati "EOC", mentre quelli destinati all'esportazione erano marchiati "W.G. Armstrong".
Nel 1927 la Armstrong Whitworth si fuse con la Vickers Limited formando la Vickers-Armstrongs.